# フリーザック
フリーザックは、日本のミュージシャン、ドラマー。4ピースロックバンドTHE WASTEDのドラマーである。

## 概要
2014年9月よりフリーザのコスプレをし、アニメソングのドラムカバー動画をニコニコ動画やYouTubeにアップしはじめたところ、2014年10月にアップした「めざせポケモンマスター」を演奏した動画がニコニコ動画総合ランキング1位を獲得。一躍ネット界隈で話題のコスプレドラマーとなる。 以後、月1ペースで動画をアップしつづけ、2015年8月現在はトータル再生回数500万回にもおよぶ。

## 来歴
当節ではTHE WASTEDとしての活動は取り上げず、個人での活動を取り上げる。THE WASTEDとしての活動は該当記事を参照。
- 2014年
  - 9月、ニコニコ動画やYouTubeにドラムカバー動画を挙げ始める。
  - 10月、「めざせポケモンマスター」のドラムカバー動画がニコニコ動画総合ランキング1位を獲得。知名度を得る。
- 2015年
  - 4月、音楽フリーペーパーJUNGLE★LIFEのウェブにてコラム掲載を開始。
  - 4月8日、THE WASTEDデビューフルアルバム「DEAR DORK」を全国リリースする。
  - 4月25日、ニコニコ超会議2015に出演。GLAYのHISASHI、TM NETWORKの木根尚登などと共演する[1]。
  - 5月31日、織田哲郎バックバンドのサポートドラマーとして秋田六魂祭出演。
  - 8月、織田哲郎がプロデューサーとなってリリースされた相川七瀬20周年記念シングル「満月にSHOUT!」のアレンジ、レコーディングに参加する。その後も彼女のツアーやライヴにバックバンドのメンバーとして参加。相川の息子にドラムを手ほどきすることもあるとの事。
  - 8月、ドラムメーカーCANOPUSとエンドーサー契約を交わす。
  - 9月5日、「Road to 超パーティー2015出演者大集合24時間特番」に出演し、小林幸子と共演を果たす。
  - 10月25日、埼玉スーパーアリーナで開催されるニコニコ超パーティー2015に出演予定[2]。
  - 11月、織田哲郎のツアーに参加予定。

## カバー動画
| 監督         | タイトル |
| ------------ | --- |
| フリーザック | フリーザが「メルト」を叩いてみた - YouTube                                                                  |
| フリーザック | 映画泥棒が映画音楽を叩いてみた - YouTube                                                                    |
| フリーザック | フリーザが「F」を叩いてみた - YouTube                                                                       |
| フリーザック | フリーザがフリーザのCMの曲を叩いてみた - YouTube                                                            |
| フリーザック | 【DRUM COVER】FREEZER PLAYING THE「WE ARE！」フリーザが「ウィーアー！」を叩いてみた - YouTube               |
| フリーザック | 【DRUM COVER】フリーザが「ようかい体操」叩いてみた&踊ってみた - YouTube                                     |
| フリーザック | フリーザが「めざせポケモンマスター」を叩いてみた - YouTube                                                  |
| フリーザック | 【Drum Cover】FREEZER PLAYING THE 「CHA-LA HEAD-CHA-LA 」フリーザがCHA-LA HEAD-CHA-LAを叩いてみた - YouTube |